# Станіславка (річка)
Станіславка, Вовчок — річка в Україні, у Немирівському районі Вінницької області, ліва притока Південного Бугу (басейн Чорного моря).

## Опис
Довжина річки 9,2 км, площа басейну - 25,1 км².

## Розташування
Бере початок у селі Вовчок Зарудинецької сільської ради. Тече переважно на південний схід через Чуків і у Вовчку, впадає у річку Південний Буг за 461 км від його гирла.